# Goudelancourt-lès-Berrieux
Goudelancourt-lès-Berrieux è un comune francese di 71 abitanti situato nel dipartimento dell'Aisne della regione dell'Alta Francia.

## Società

### Evoluzione demografica
Abitanti censiti